# 扶桑女子商業学校
扶桑女子商業学校（ふそうじょししょうぎょうがっこう）は、かつて存在した日本の私立の旧制実業学校。

## 概要
1929年（昭和4年）に東京市会議員であった松山伝十郎により、現在のJR田端駅北口に程近い、東京市滝野川区田端480（現在の東京都北区田端5-2付近）の地に女子庭訓学園として開設される。1938年（昭和13年）に田端商業女子学校へ名称を変更。ほぼ同時期に、東京市教育局長であった藤井利誉が二代目の校長に就任し、その後、二木謙三による校長の時期を経る。1944年（昭和19年）頃には戦時中にもかかわらず、1000名程が在籍し、800坪程の敷地の拡張を行い、新校舎を建設するほどの規模の拡大をみせていた。財団理事長兼名誉校長に桑本澄が就任により、1944年から1945年（昭和20年）の時期に扶桑女子商業高学校に校名の変更をおこなっていたが、終戦時には戦災と考えられる原因により、近隣校の聖学院内に所在地を移している。
後身校は不明。

## 備考
戦前の旧満洲のハルピン市には「扶桑高等女学校」があったが、無関係。

## 出身者
- 楠トシエ （1945年卒）